# S/S Drottning Victoria (1909)

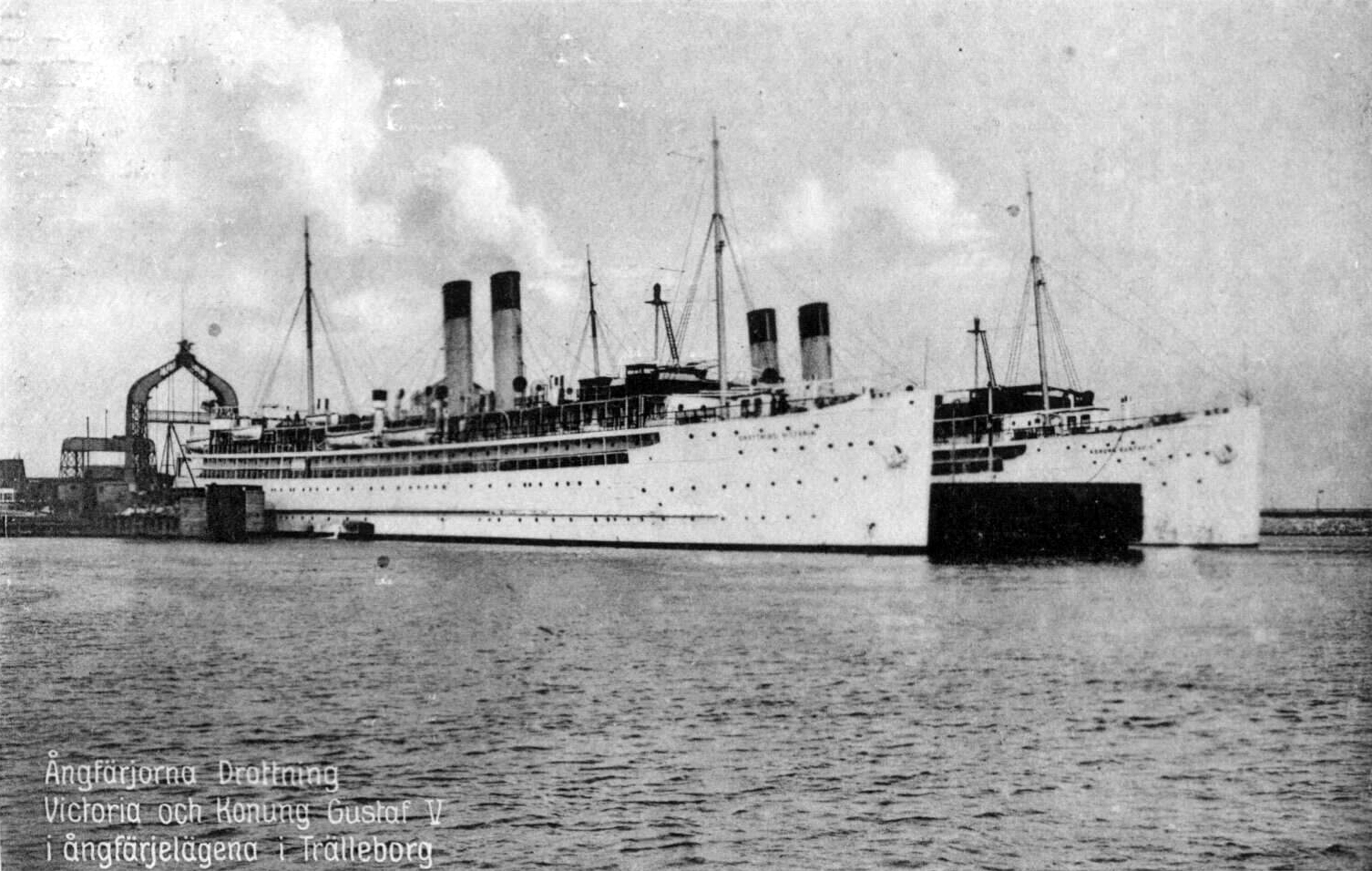
S/S "Drottning Victoria" och S/S "Konung Gustaf V" i Trelleborgs hamn år 1919

S/S Drottning Victoria i Köpenhamn.

S/S Drottning Victoria var en svensk tågfärja tillhörande Statens Järnvägar som byggdes för Kungsleden, den 1909 öppnade järnvägsfärjeförbindelsen mellan Trelleborg i Sverige och Sassnitz i Tyskland. 

## Historia
Drottning Victoria gick av stapeln den 21 februari 1909 på Swan, Hunter & Wigham Richardson i Newcastle , med byggnadsnummer 802. Hon hade två järnvägsspår om totalt 165 meter, med plats för sexton till arton järnvägsvagnar. Fartyget uppkallades efter Sveriges drottning Victoria, Gustaf V:s gemål tillika kusin med Vilhelm II av Tyskland.
Den 12 april 1917 reste Vladimir Lenin på tyska statens bekostnad med fartyget på sin väg till Ryssland för att delta i oktoberrevolutionen. 
1926 inträffade en kollision med danska S/S Dronning Dagmar. 1929 slets järnvägsvagnar från sina förankringar under hårt väder. Besättningens heroiska insatser räddade fartyget.

### Insats som hjälpkryssare
Drottning Victoria inkallades i samband med utbrottet av andra världskriget den 1 september 1939. Det var akut behov av att få ut minor och då minkryssaren Clas Fleming behövde moderniseras var det angeläget att få fram en ersättare. Drottning Victoria kallades in den 5 september och byggdes till den 14 september om till minutläggare på Finnboda Varv. Hon beväpnades med bland annat tre 120 mm kanoner modell 1894 och 450 minor modell 14. Under sitt temporära namn H M Hjälpkryssare Nr 3 (Hjkr 3 Drottning Victoria) hade hon huvudrollen vid utläggningen av 90 minor i den så kallade norra mineringen i Södra Kvarken i december 1939. 
På grund av att transportbehoven kvarstod återgick hon till färjelinjen redan 8 januari 1940. Fartyget hölls krigsberett och gråmålat, men några ytterligare insatser för marinen gjorde hon inte. Samma år var hon vid ett tillfälle fastfrusen i isen utanför Arkona tillsammans med S/S Starke. Proviant flögs ut med flygplan. 
1944 kolliderade Drottning Victoria med finska S/S Pollux utanför Kap Arkona. Trafiken på Kungsleden upprätthölls under hela kriget ända till hösten 1944, då omfattande förstörelse av hamnen i Sassnitz tvingade trafiken att ställas in. 
Det fanns planer på att använda henne vid en svensk invasion av Själland i samband med Operation Rädda Danmark våren 1945.

### Efter andra världskriget
Drottning Victoria återlämnades av svenska marinen till Statens Järnvägar den 6 oktober 1945 och sattes från november in på rutten Trelleborg - Gdańsk, från 25 april 1946 till Gdynia. Härvid fraktade hon 1 300 järnvägsvagnar, som ställts till Polens förfogande av Sverige. Den 16 mars 1948 återupptog hon trafik på rutten Trelleborg - Sassnitz.
11 maj 1952 grundstötte Drottning Victoria utanför Sassnitz och behövde hjälp av bogserbåtarna Harald, Hermes och Karl för att komma loss. Vid reparationsarbetet ersattes ångmaskinen med oljedrift och skeppet fick kraftigare skorstenar. Drottning Victoria invigde sommaren 1953 linjen Trelleborg - Travemünde och tjänstgjorde här till 14 september, då hon återgick till Kungsleden. Hon togs ur regelbunden trafik i april 1958 och tjänstgjorde sedan enbart vid akut behov.
Den 16 december 1967 gjorde Drottning Victoria sin sista resa mellan Malmö och Köpenhamn. Den 4 oktober 1968 köptes hon av Persöner Materialhantering i Ystad för upphuggning. Delar av inredningen såldes och återanvändes i restaurangen "Griggs" på Kungsgatan i Stockholm såsom Aktersalongen American Bar. "Griggs" bytte på 1970-talet namn till Golden Days som senare fick namnet Golden Hits. 
Från 1993 användes skeppets inredning i en konferenslokal kallad Forum hos Trelleborg AB fram till 2015 då den plockades ner på grund av ägarbyte samt ombyggnad och lagrades i väntan på ny användningsplats. 2019 tog Trelleborgs kommunstyrelse beslut att inredningen skulle användas på Trelleborgs centralstation. 2022 var ombyggnaden klar och sedan december samma år bedrivs verksamhet med catering, servering och event i Victoriasalongen.